# Matti Helenius park

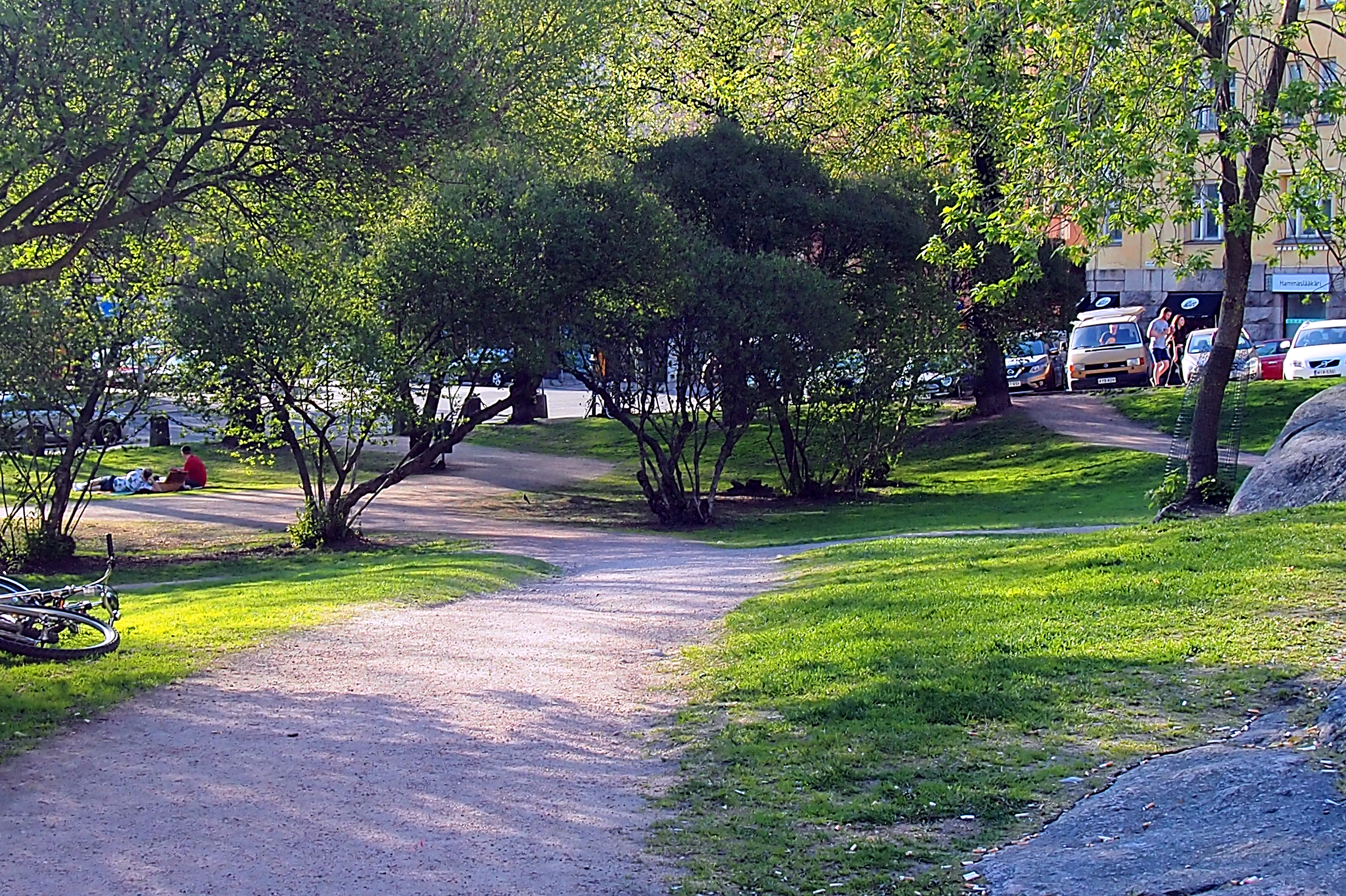
Matti Helenius park.

Matti Helenius park (finska: Matti Heleniuksen puisto) är en park i stadsdelen Berghäll i Helsingfors. Parken har fått sitt namn efter nykterhetsaktivisten och politikern Matti Helenius-Seppälä.
Arvo Turtiainens minnesmärke av skulptören Raimo Utriainen ligger i parken.